# Orden des Roten Kreuzes für Frauen und Jungfrauen

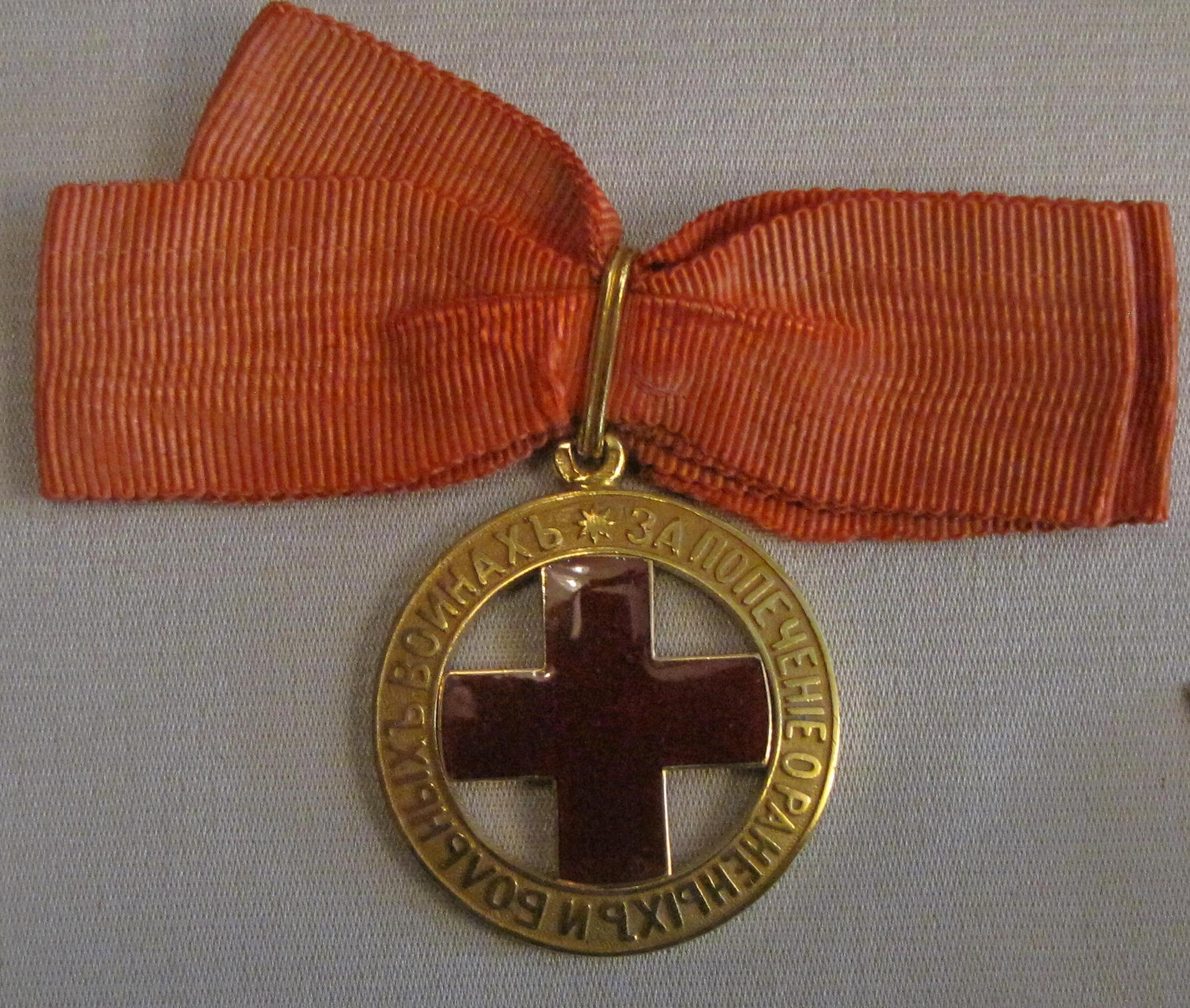
Ordenszeichen I. Klasse (das Band ist ausgeblichen)

Der Orden des Roten Kreuzes für Frauen und Jungfrauen, russisch Знак отличия Красного Креста (etwa: Auszeichnungszeichen des Roten Kreuzes) wurde am 11. April 1878 von Alexander II. von Russland nach dem Sieg im russisch-türkischen Krieg gestiftet und war als Auszeichnung für die in der Kranken- und Verwundetenpflege tätigen Frauen. Eine Verleihung fand durch die Zarin nach Zustimmung des Zaren statt.

## Ordensklassen
Der Orden besteht aus zwei Klassen, wobei das Ordenszeichen der I. Klasse aus Gold, das der II. Klasse aus Silber gefertigt ist.

## Ordensdekoration
Die Dekoration ist ein rot emailliertes Kreuz, welches von einem Reif umschlossen ist. Auf dem Reif in kyrillischen Schriftzeichen die Inschrift: russisch За попеченіе о раненыхъ и больныхъ воинах Für die Pflege verwundeter und kranker Krieger.

## Ordensband und Trageweise
Das Band ist scharlachrot und gleicht dem des Alexander-Newski-Ordens. Getragen wurde der Orden an der Bandschleife auf der linken Brust.

## Sonstiges
Ordensträgerinnen hatten das Recht, die Dekoration in das eigene Wappen oder Siegel aufzunehmen und zu führen.
Die Auszeichnung war nach dem Tode der Beliehenen nicht rückgabepflichtig.